# Ісландська депресія
Ісландська депресія (Ісландський мінімум) — малорухлива область низького тиску з центром поблизу острова Ісландія. 
Середній тиск у січні становить близько 996 мб. 
Утворює один полюс Північноатлантичної осциляції, другим є Азорський антициклон.
Влітку вона слабшає і розпадається на два центри, один біля протоки Дейвіса, а інший на захід від Ісландії. 
Взимку Ісландська депресія найактивніша. 
Є результатом зустрічі континентального холодного повітря (Ньюфаундленд, Гренландія) та теплої течії (Гольфстрім). 
Ісландська депресія є одним із найважливіших центрів дії атмосфери в північній півкулі і є основною причиною формування м'якого (океанічного та помірно-континентального) клімату у Західній Європі і на Східноєвропейській рівнині відповідно, порівняно зі східним узбережжям Євразії на тих же широтах.